# Vzhodna Makedonija in Trakija
Vzhodna Makedonija in Trakija (grško Ανατολική Μακεδονία και Θράκη, latinizirano: Anatolikí Makedonía ke Thráki) je ena od trinajst upravnih regij Grčije. Sestavljajo ga severovzhodni deli države, ki obsegajo vzhodni del regije Egejska Makedonija skupaj z regijo Zahodna Trakija ter otoka Tasos in Samotraki.

## Uprava

### Upravna zgodovina
Regija Vzhodna Makedonija in Trakija je bila ustanovljena v upravni reformi leta 1987 kot regija Vzhodna Makedonija in Trakija (grško Περιφέρεια Ανατολικής Μακεδονίας και Θράκης, latinizirano: Periféria Anatolikís Makedhonías ke Thrákis). Z Kalikratisovega načrta iz leta 2010 so bile njegove pristojnosti in avtoriteta na novo opredeljene in razširjeno, pri čemer je že obstoječa regija v mnogih pogledih podedovala status in težo petih zdaj ukinjenih prefektur, Drama, Evros, Kavala, Rodope in Ksanti.
V tem posebnem primeru je regija Vzhodna Makedonija in Trakija tudi naslednica vmesne strukture dveh superprefektur Drama-Kavala-Ksanti in Rodope-Evros, v kateri je bilo pet prefektur združenih od leta 1994.

### Trenutni status
Glavno mesto regije je Komotini, ki je po številu prebivalcev četrto največje mesto za Aleksandropolisom, Kavalo in Ksantijem. Regija je razdeljena na makedonske regionalne enote Drama, Kavala in Tasos ter trakijske regionalne enote Ksanti, Rodope in Evros, ki sovpadajo z ozemljem nekdanjih prefektur, razen Tasosa, ki je bil del prefekture Kavala. Za razliko od nekdanjih prefektur pa imajo regionalne enote zelo omejene upravne pristojnosti.
Skupaj s Osrednjo Makedonijo regijo nadzira Decentralizirana uprava Makedonije in Trakije s sedežem v Solunu.

### Deželni guverner
Politično mesto regionalnega guvernerja (Περιφερειάρχης) je prav tako nastalo med Kallikratisovo reformo  in ga lahko štejemo za naslednika prejšnjih prefektov. Trenutni guverner je Christos Metios, ki je novembra 2016 nasledil umrlega Giorgosa Pavlidisa (Nea Dimokratia). Pavlidis je bil izvoljen na regionalnih volitvah leta 2014 in je premagal sedanjega prvega regionalnega guvernerja in nekdanjega prefekta Rodopov Arisa Giannakidisa(PASOK), izvoljenega na regionalnih volitvah leta 2010.

## Demografija
Regija je dom glavne grške muslimanske manjšine, sestavljene predvsem iz Pomakov in zahodnotraških Turkov, katerih prisotnost sega v osmansko obdobje. Za razliko od muslimanov v Makedoniji, Epiru in drugod v severni Grčiji so bili po Lozanskem sporazumu leta 1923 izvzeti iz grško-turške izmenjave prebivalstva. Po popisu iz leta 1991 je muslimanska manjšina štela okoli 98.000 ljudi ali 29 % prebivalstva Zahodne Trakije, od tega je bila približno polovica zahodnotraških Turkov, ostalo (35 %) pa Pomaki in muslimanski Romi (15 %). Na evropskih volitvah leta 2014 v Grčiji je 42.533 ljudi iz Vzhodne Makedonije in Trakije glasovalo za Stranko prijateljstva, enakosti in miru, ki predstavlja muslimansko manjšino v Grčiji. Te muslimanske manjšine se popolnoma razlikujejo od grških muslimanov iz otomanskega obdobja, kot so Valahadi iz Zahodne Makedonije, ki so bili skoraj v celoti izseljeni v Turčijo kot del izmenjave prebivalstva.
Prebivalstvo regija se je med letoma 2011 in 2021 zmanjšala za 46.113 ljudi ali 7,6 %.

## Gospodarstvo
Bruto domači proizvod (BDP) regije je leta 2018 znašal 7,2 milijarde €, kar je predstavljalo 3,9 % grške gospodarske proizvodnje. BDP na prebivalca, prilagojen glede na kupno moč, je v istem letu znašal 14.300 evrov ali 48 % povprečja EU27. BDP na zaposlenega je znašal 61 % povprečja EU. Vzhodna Makedonija in Trakija je regija v Grčiji z drugim najnižjim BDP na prebivalca in ena najrevnejših regij v EU.